# Francesca Schiavone
Francesca Schiavone (Milánó, 1980. június 23. –) olasz hivatásos teniszezőnő, Grand Slam-tornagyőztes, háromszoros Fed-kupa-győztes, olimpikon.
1998–2018 között játszott a profik mezőnyében. 2010-ben megnyerte a Roland Garros női egyes versenyét. 2011-ben szintén döntőbe jutott ugyanitt, de nem sikerült megvédenie a címét. Ő az első olasz nő, aki egyesben Grand Slam-döntőt játszhatott. Párosban a 2008-as Roland Garroson döntőt játszott.
Pályafutása során egyéniben nyolc, párosban hét tornagyőzelmet aratott. Az egyéni világranglistán a legjobb helyezése a negyedik volt, amelyet 2011 januárjában ért el, párosban nyolcadik volt 2007. februárban. A fonákot egy kézzel ütötte, ami igen ritka a női mezőnyben.
2004–2012 között három olimpián vett részt Olaszország színeiben. A 2004-es athéni olimpián egyéniben, a 2008-as pekingi olimpián párosban a negyeddöntőig jutott. A 2016-os riói olimpiára mint korábbi Grand Slam-tornagyőztes szabadkártyát kapott, de nem kívánt élni a lehetőséggel.
2002–2017 között volt tagja Olaszország Fed-kupa-válogatottjának, amellyel háromszor (2006, 2009, 2010) szerezte meg a kupát.
A 2018-as US Open után jelentette be visszavonulását.

## Karrierje
Hét WTA-tornát nyert egyéniben, további tizenegy alkalommal jutott döntőbe. Nyolc finálét veszített el, mire 2007 júliusában megszerezte első tornagyőzelmét: ekkor a Bad Gastein-i salakos verseny döntőjében 6–1, 6–4-re győzte le az osztrák Yvonne Meusburgert. Mara Santangelo, Flavia Pennetta és Roberta Vinci csapattársaként 2006-ban megnyerte a Fed-kupát, a fináléban Belgium csapatát legyőzve. Az ötödik, mindent eldöntő mérkőzésen a Schiavone és Vinci által alkotott páros lépett pályára Justine Henin és Kirsten Flipkens ellen, s miután a döntő szettben Henin térdsérülése miatt a belga páros feladta a meccset, az olaszoké lett a tornagyőzelem.
A 2008-as dubaji tornán emlékezetes, 7–6(3), 7–6(4)-os győzelmet aratott a korábbi négyszeres győztes, címvédő Henin ellen. Ez volt a belga játékos elleni utolsó mérkőzése egyéniben, s a nyolc közül az egyetlen, amelyet ő fejezett be győztesen. A 2008-as Roland Garroson az ausztrál Casey Dellacqua oldalán döntőt játszott Anabel Medina Garrigues és Virginia Ruano Pascual párosa ellen, amelyet 2–6, 7–5, 6–4 arányban elveszíttek. A 2009-es szezonban az olasz válogatottal ismét megnyerte a Fed-kupát, a döntőben az Egyesült Államok csapatát győzték le.
A 2010-es Roland Garros női egyes versenyében tizenhetedik kiemeltként indult. A negyeddöntőben Caroline Wozniackit, az elődöntőben Jelena Gyementyjevát múlta felül. A döntőben kétszettes győzelmet aratott az ausztrál Samantha Stosur felett. Ezzel – Flavia Pennetta után második olaszként – életében először a legjobb tíz közé került a világranglistán. Az 1969-es wimbledoni tornán győztes Ann Jones után jelenleg ő a második legidősebb versenyző az első Grand Slam-sikerüket elért játékosok között.
A 2011-es Australian Open nyolcaddöntőjében az open era második, a Grand Slam-tornák történetének leghosszabb női mérkőzésén négy óra negyvennégy perc alatt 6–4, 1–6, 16–14-re győzte le Szvetlana Kuznyecovát. A Roland Garroson ugyanebben az évben döntőbe jutott, de nem sikerült megvédenie a címét, miután a kikapott a kínai Li Nától.
2012 májusában, majdnem két évvel a negyedik diadala, vagyis a Roland Garros-győzelem után nyerte meg ötödik egyéni WTA-tornáját Strasbourgban, a döntőben 6–4, 6–4-re legyőzve a francia Alizé Cornet-t.

## Grand Slam-döntői

### Egyéni

#### Győzelmei (1)
| Év   | Helyszín      | Ellenfél a döntőben | Eredmény a döntőben |
| 2010 | Roland Garros | Samantha Stosur     | 6–4, 7–6(0)         |

#### Elveszített döntői (1)
| Év   | Helyszín      | Ellenfél a döntőben | Eredmény a döntőben |
| 2011 | Roland Garros | Li Na               | 4–6, 6–7(2)         |

### Páros

#### Elveszített döntői (1)
| Év   | Helyszín      | Partner         | Ellenfél a döntőben                            | Eredmény a döntőben |
| 2008 | Roland Garros | Casey Dellacqua | Anabel Medina Garrigues Virginia Ruano Pascual | 6–2, 5–7, 4–6       |

## WTA-döntői

### Egyéni

#### Győzelmei (8)
| Összesítés           |                        |
| Grand Slam-torna (1) |                        |
| Tier I (0)           | Premier Mandatory* (0) |
| Tier II (0)          | Premier Five* (0)      |
| Tier III (1)         | Premier* (1)           |
| Tier IV (0)          | International* (5)     |
| Tier V (0)           | Challenger* (0)        |

* 2009-től megváltozott a tornák rendszere. Challenger tornákat 2012-től rendeznek.
 Az egymás mellett azonos színnel jelölt tornatípusok között nincs teljes mértékű megfelelés.
| No. | Dátum             | Helyszín                                 | Borítás    | Ellenfél a döntőben      | Eredmény a döntőben | Eredmény a döntőben |
| 1.  | 2007. július 29.  | Gastein Ladies, Bad Gastein              | Salak      | Yvonne Meusburger        | 6–1, 6–4            |                     |
| 2.  | 2009. október 25. | Kreml Kupa, Moszkva                      | Kemény (f) | Volha Havarcova          | 6–3, 6–0            |                     |
| 3.  | 2010. április 17. | Barcelona Ladies Open, Barcelona         | Salak      | Roberta Vinci            | 6–1, 6–1            |                     |
| 4.  | 2010. június 5.   | Roland Garros, Párizs                    | Salak      | Samantha Stosur          | 6–4, 7–6(2)         | (részletek)         |
| 5.  | 2012. május 26.   | Internationaux de Strasbourg, Strasbourg | Salak      | Alizé Cornet             | 6–4, 6–4            | (részletek)         |
| 6.  | 2013. április 28. | Marrakech Grand Prix, Marrákes           | Salak      | Lourdes Domínguez Lino   | 6–1, 6–3            |                     |
| 7.  | 2016. február 21. | Rio Open, Rio de Janeiro                 | Salak      | Shelby Rogers            | 2–6, 6–2, 6–2       |                     |
| 8.  | 2017. április 16. | Copa Colsanitas, Bogotá                  | Salak      | Lara Arruabarrena Vecino | 6–4, 7–5            |                     |

#### Elveszített döntői (12)
| No. | Dátum                | Helyszín                                           | Borítás    | Ellenfél a döntőben         | Eredmény a döntőben | Eredmény a döntőben |
| 1.  | 2000. június 18.     | Tashkent Open, Taskent                             | Kemény     | Iroda Tuljaganova           | 3–6, 6–2, 3–6       |                     |
| 2.  | 2003. január 11.     | Canberra Women’s Classic, Canberra                 | Kemény     | Meghann Shaughnessy         | 1–6, 1–6            |                     |
| 3.  | 2005. szeptember 18. | Wismilak International, Bali                       | Kemény     | Lindsay Davenport           | 2–6, 4–6            |                     |
| 4.  | 2005. október 17.    | Kreml Kupa, Moszkva                                | Szőnyeg    | Mary Pierce                 | 4–6, 3–6            |                     |
| 5.  | 2005. október 30.    | Gaz de France Stars, Hasselt                       | Kemény (f) | Kim Clijsters               | 2–6, 3–6            |                     |
| 6.  | 2006. január 9.      | Medibank International, Sydney                     | Kemény     | Justine Henin-Hardenne      | 6–4, 5–7, 5–7       |                     |
| 7.  | 2006. április 3.     | Bausch & Lomb Championships, Amelia Island         | Zöld salak | Nagyja Petrova              | 4–6, 4–6            |                     |
| 8.  | 2006. szeptember 25. | Fortis Championships Luxembourg, Luxembourg        | Kemény (f) | Aljona Bondarenko           | 3–6, 2–6            |                     |
| 9.  | 2009. július 13.     | ECM Prague Open, Prága                             | Salak      | Sybille Bammer              | 6–7(4), 2–6         |                     |
| 10. | 2009. október 12.    | HP Japan Women’s Open Tennis, Oszaka               | Kemény     | Samantha Stosur             | 5–7, 1–6            |                     |
| 11. | 2011. június 4.      | Roland Garros, Párizs                              | Salak      | Li Na                       | 4–6, 6–7(0)         | (részletek)         |
| 12. | 2017. május 7.       | Grand Prix de SAR La Princesse Lalla Meryem, Rabat | Salak      | Anasztaszija Pavljucsenkova | 5–7, 5–7            |                     |

### Páros

#### Győzelmei (7)
| Összesítés           |                        |
| Grand Slam-torna (0) |                        |
| Tier I (1)           | Premier Mandatory* (0) |
| Tier II (4)          | Premier Five* (1)      |
| Tier III (1)         | Premier* (0)           |
| Tier IV (0)          | International* (0)     |
| Tier V (0)           | Challenger* (0)        |

* 2009-től megváltozott a tornák rendszere. Challenger tornákat 2012-től rendeznek.
 Az egymás mellett azonos színnel jelölt tornatípusok között nincs teljes mértékű megfelelés.
| No. | Dátum             | Helyszín                                    | Borítás    | Partner            | Ellenfelek a döntőben                      | Eredmény a döntőben |
| 1.  | 2001. július 29.  | Idea Prokom Open, Sopot                     | Salak      | Joannette Kruger   | Julija Bejhelzimer Anasztaszija Rogyionova | 6–4, 6–0            |
| 2.  | 2004. május 2.    | J&S Cup, Varsó                              | Salak      | Silvia Farina Elia | Gisela Dulko Patricia Tarabini             | 3–6, 6–2, 6–1       |
| 3.  | 2005. február 26. | Qatar Total Open, Doha                      | Kemény     | Alicia Molik       | Cara Black Liezel Huber                    | 6–3, 6–4            |
| 4.  | 2006. február 26. | Barclays Dubai Tennis Championships, Dubaj  | Kemény     | Květa Peschke      | Szvetlana Kuznyecova Nagyja Petrova        | 3–6, 7–6(1), 6–3    |
| 5.  | 2006. október 1.  | Fortis Championships Luxembourg, Luxembourg | Kemény (f) | Květa Peschke      | Anna-Lena Grönefeld Liezel Huber           | 2–6, 6–4, 6–1       |
| 6.  | 2006. október 15. | Kreml Kupa, Moszkva                         | Szőnyeg    | Květa Peschke      | Iveta Benešová Galina Voszkobojeva         | 6–4, 6–7(4), 6–1    |
| 7.  | 2009. október 3.  | Toray Pan Pacific Open, Tokió               | Kemény     | Alisza Klejbanova  | Daniela Hantuchová Szugijama Ai            | 6–4, 6–2            |

#### Elveszített döntői (9)
| No. | Dátum             | Helyszín                               | Borítás     | Partner               | Ellenfelek a döntőben                          | Eredmény a döntőben | Eredmény a döntőben |
| 1.  | 2003. május 4.    | J&S Cup, Varsó                         | Salak       | Eléni Danjilídu       | Liezel Huber Magdalena Maleeva                 | 6–3, 4–6, 2–6       |                     |
| 2.  | 2003. július 27.  | Bank of the West Classic, Stanford     | Kemény      | Cso Jundzsong         | Cara Black Lisa Raymond                        | 6–7(5), 1–6         |                     |
| 3.  | 2004. február 15. | Open Gaz de France, Párizs             | Szőnyeg (f) | Silvia Farina Elia    | Barbara Schett Patty Schnyder                  | 3–6, 2–6            |                     |
| 4.  | 2005. október 9.  | Porsche Tennis Grand Prix, Filderstadt | Kemény (f)  | Květa Peschke         | Daniela Hantuchová Anasztaszija Miszkina       | 0–6, 6–3, 5–7       |                     |
| 5.  | 2006. május 21.   | Internazionali BNL d’Italia, Róma      | Salak       | Květa Peschke         | Daniela Hantuchová Szugijama Ai                | 6–3, 3–6, 1–6       |                     |
| 6.  | 2007. október 21. | Zürich Open, Zürich                    | Kemény (f)  | Lisa Raymond          | Květa Peschke Rennae Stubbs                    | 5–7, 6–7(1)         |                     |
| 7.  | 2008. június 6.   | Roland Garros, Párizs                  | Salak       | Casey Dellacqua       | Anabel Medina Garrigues Virginia Ruano Pascual | 6–2, 5–7, 4–6       | (részletek)         |
| 8.  | 2012. április 15. | Barcelona Ladies Open, Barcelona       | Salak       | Flavia Pennetta       | Sara Errani Roberta Vinci                      | 0–6, 2–6            | (részletek)         |
| 9.  | 2014. február 28. | WTA Brasil Open, Florianópolis         | Kemény      | Sílvia Soler Espinosa | Anabel Medina Garrigues Jaroszlava Svedova     | 6–7(1), 6–2, [3–10] |                     |

## ITF-győzelmei

### Páros (1)
| No. | Dátum                | Helyszín  | Borítás | Partner                 | Ellenfelek a döntőben       | Eredmény a döntőben |
| 1.  | 1998. szeptember 13. | Edinburgh | Salak   | Antonella Serra Zanetti | Louise Latimer Helen Reesby | 6–3, 6–3            |

## Eredményei Grand Slam-tornákon

### Egyéni
| Grand Slam | Australian Open | Australian Open    | Roland Garros  | Roland Garros       | Wimbledon      | Wimbledon          | US Open        | US Open           |
| Év         | Eredmény        | Utolsó ellenfél    | Eredmény       | Utolsó ellenfél     | Eredmény       | Utolsó ellenfél    | Eredmény       | Utolsó ellenfél   |
| 1999       | –               | –                  | –              | –                   | –              | –                  | Selejtező (Q1) | Selejtező (Q1)    |
| 2000       | –               | –                  | Selejtező (Q3) | Selejtező (Q3)      | Selejtező (Q1) | Selejtező (Q1)     | 3. kör         | Jelena Dokić      |
| 2001       | 1. kör          | Kuti Kis Rita      | Negyeddöntő    | Martina Hingis      | 2. kör         | Jennifer Capriati  | 1. kör         | V Ruano Pascual   |
| 2002       | 3. kör          | Szeles Mónika      | 3. kör         | V Zvonarjova        | 2. kör         | Serena Williams    | 4. kör         | J Bovina          |
| 2003       | 1. kör          | Anca Barna         | 2. kör         | Julija Vakulenko    | 3. kör         | Asagoe Shinobu     | Negyeddöntő    | Jennifer Capriati |
| 2004       | 2. kör          | J Lihovceva        | 4. kör         | Jennifer Capriati   | 2. kör         | Tatiana Golovin    | 4. kör         | Amélie Mauresmo   |
| 2005       | 3. kör          | Nathalie Dechy     | 4. kör         | Ana Ivanović        | 1. kör         | Kristina Brandi    | 3. kör         | Serena Williams   |
| 2006       | 4. kör          | Kim Clijsters      | 4. kör         | Sz. Kuznyecova      | 1. kör         | Melanie South      | 3. kör         | Sahar Peér        |
| 2007       | 2. kör          | Lucie Šafářová     | 3. kör         | Gy Szafina          | 2. kör         | Aravane Rezaï      | 2. kör         | Tamira Paszek     |
| 2008       | 3. kör          | Justine Henin      | 3. kör         | V Azaranka          | 2. kör         | A Medina Garrigues | 2. kör         | Anne Keothavong   |
| 2009       | 1. kör          | Peng Suaj          | 1. kör         | Samantha Stosur     | Negyeddöntő    | J Gyementyjeva     | 4. kör         | Li Na             |
| 2010       | 4. kör          | Venus Williams     | Győzelem       | Samantha Stosur     | 1. kör         | V Dusevina         | Negyeddöntő    | Venus Williams    |
| 2011       | Negyeddöntő     | Caroline Wozniacki | Döntő          | Li Na               | 3. kör         | Tamira Paszek      | 4. kör         | A Pavljucsenkova  |
| 2012       | 2. kör          | Romina Oprandi     | 3. kör         | Varvara Lepchenko   | 4. kör         | Petra Kvitová      | 1. kör         | Sloane Stephens   |
| 2013       | 1. kör          | Petra Kvitová      | 4. kör         | V Azaranka          | 1. kör         | Sabine Lisicki     | 1. kör         | Serena Williams   |
| 2014       | 1. kör          | Dominika Cibulková | 1. kör         | Ajla Tomljanović    | 1. kör         | Ana Ivanović       | 1. kör         | Vania King        |
| 2015       | 1. kör          | Coco Vandeweghe    | 3. kör         | Andreea Mitu        | 1. kör         | Sara Errani        | 1. kör         | Yanina Wickmayer  |
| 2016       | Selejtező (Q2)  | Selejtező (Q2)     | 1. kör         | Kristina Mladenovic | 2. kör         | Simona Halep       | 1. kör         | Sz Kuznyecova     |
| 2017       | 1. kör          | Julia Boserup      | 1. kör         | Garbiñe Muguruza    | 2. kör         | Elina Szvitolina   | 1. kör         | Kaia Kanepi       |
| 2018       | 1. kör          | Jeļena Ostapenko   | 1. kör         | Viktória Kužmová    | –              | –                  | –              | –                 |

### Páros
| Grand Slam | Australian Open          | Australian Open                        | Roland Garros                | Roland Garros                          | Wimbledon                   | Wimbledon                              | US Open                   | US Open                               |
| Év         | Eredmény Partner         | Utolsó ellenfél                        | Eredmény Partner             | Utolsó ellenfél                        | Eredmény Partner            | Utolsó ellenfél                        | Eredmény Partner          | Utolsó ellenfél                       |
| 2002       | 1. kör Iva Majoli        | Clarisa Fernández Amy Frazier          | 1. kör Emmanuelle Gagliardi  | Galina Fokina T Perebijnisz            | 1. kör Emmanuelle Gagliardi | S Farina Elia Barbara Schett           | 1. kör Alicia Molik       | Martina Navratilova Iroda To’laganova |
| 2003       | –                        | –                                      | –                            | –                                      | 1. kör A Serra Zanetti      | Janet Lee Wynne Prakusya               | 2. kör Émilie Loit        | Cara Black J Lihovceva                |
| 2004       | 1. kör S Farina Elia     | Marion Bartoli Myriam Casanova         | Negyeddöntő S Farina Elia    | Sandrine Testud Roberta Vinci          | 2. kör S Farina Elia        | Gisela Dulko Patricia Tarabini         | 2. kör S Farina Elia      | Rita Grande Flavia Pennetta           |
| 2005       | 1. kör Roberta Vinci     | Janet Lee Peng Suaj                    | –                            | –                                      | 1. kör Flavia Pennetta      | Ana Ivanović Tina Križan               | 1. kör Janette Husárová   | Fudzsivara Rika Li Na                 |
| 2006       | 3. kör Liezel Huber      | Asagoe Shinobu K Srebotnik             | Negyeddöntő Květa Peschke    | Lisa Raymond Samantha Stosur           | Negyeddöntő Květa Peschke   | Cara Black Rennae Stubbs               | Elődöntő Květa Peschke    | Nathalie Dechy V Zvonarjova           |
| 2007       | 3. kör Patty Schnyder    | Lisa Raymond Samantha Stosur           | 3. kör E Gagliardi           | A Medina Garrigues V Ruano Pascual     | 1. kör E Gagliardi          | J Gajdošová Morigami Akiko             | 1. kör Karin Knapp        | Nathalie Dechy Gy Szafina             |
| 2008       | 1. kör Lisa Raymond      | Nicole Vaidišová B Záhlavová- Strýcová | Döntő Casey Dellacqua        | A. Medina Garrigues V. Ruano Pascual   | 2. kör Sara Errani          | A. Medina Garrigues V. Ruano Pascual   | 2. kör Nagyja Petrova     | A-L Grönefeld Patty Schnyder          |
| 2009       | Elődöntő Casey Dellacqua | Serena Williams Venus Williams         | 3. kör A Pavljucsenkova      | V Azaranka J Vesznyina                 | 2. kör A Pavljucsenkova     | N Llagostera Vives MJ Martínez Sánchez | 2. kör Szánija Mirza      | Gisela Dulko Sahar Peér               |
| 2010       | Negyeddöntő A Klejbanova | C. Black L. Huber                      | 2. kör A Klejbanova          | Monica Niculescu Sahar Peér            | –                           | –                                      | 1. kör Alicia Molik       | Polona Hercog Petra Martić            |
| 2011       | 1. kör Rennae Stubbs     | Michaëlla Krajicek Petra Kvitová       | –                            | –                                      | 1. kör Flavia Pennetta      | Date Kimiko Csang Suaj                 | 2. kör D Cibulková        | A Kudrjavceva J Makarova              |
| 2012       | 1. kör Peng Suaj         | Tamira Paszek Jasmin Wöhr              | 3. kör Flavia Pennetta       | N Llagostera Vives MJ Martínez Sánchez | Elődöntő Flavia Pennetta    | Andrea Hlaváčková Lucie Hradecká       | –                         | –                                     |
| 2013       | 1. kör Polona Hercog     | Ashleigh Barty Casey Dellacqua         | 3. kör Samantha Stosur       | Cara Black Marina Eraković             | 1. kör Samantha Stosur      | Lisa Raymond Laura Robson              | 2. kör Babos Tímea        | A-L Grönefeld Květa Peschke           |
| 2014       | –                        | –                                      | 1. kör S Soler Espinosa      | Lucie Hradecká Michaëlla Krajicek      | 1. kör S Soler Espinosa     | J Gajdošová Arina Rodionova            | 1. kör Daniela Hantuchová | J Makarova J Vesznyina                |
| 2015       | –                        | –                                      | 2. kör Date Kimiko           | Michaëlla Krajicek Barbora Strýcová    | 2. kör Date Kimiko          | Martina Hingis Szánija Mirza           | –                         | –                                     |
| 2016       | –                        | –                                      | –                            | –                                      | –                           | –                                      | –                         | –                                     |
| 2017       | –                        | –                                      | Negyeddöntő Kirsten Flipkens | B Mattek-Sands Lucie Šafářová          | 1. kör O Kalasnikova        | Csuang Csia-zsung Doi Miszaki          | 1. kör Ószaka Naomi       | Julia Boserup Nicole Gibbs            |
| 2018       | 1. kör Kirsten Flipkens  | Gabriela Dabrowski Hszü Ji-fan         | –                            | –                                      | –                           | –                                      | –                         | –                                     |

## Év végi világranglista-helyezései
| Év     | 1996 | 1997 | 1998 | 1999 | 2000 | 2001 | 2002 | 2003 | 2004 | 2005 | 2006 | 2007 | 2008 | 2009 | 2010 | 2011 | 2012 | 2013 | 2014 | 2015 | 2016 | 2017 |
| Egyéni | 945. | 496. | 295. | 184. | 80.  | 31.  | 41.  | 20.  | 19.  | 13.  | 15.  | 25.  | 30.  | 17.  | 7.   | 11.  | 35.  | 42.  | 82.  | 121. | 91.  | 90.  |
| Páros  | 701. | 827. | 383. | 334. | 427. | 121. | 143. | 77.  | 40.  | 34.  | 9.   | 48.  | 32.  | 19.  | 43.  | 131. | 51.  | 100. | 144. | 170. | 437. | 163. |

## Pénzdíjai
| Év        | GS-győzelem | WTA-győzelem | Megnyert tornák | Pénzdíjazás (US $) |      |
| --------- | ----------- | ------------ | --------------- | ------------------ | ---- |
| 1998      | 0           | 0            | 0               | 7404               | 371. |
| 1999–2000 | 0           | 0            | 0               | 94 673             | n/a  |
| 2001      | 0           | 0            | 0               | 216 873            | 45.  |
| 2002      | 0           | 0            | 0               | 245 088            | 48.  |
| 2003      | 0           | 0            | 0               | 392 746            | 29.  |
| 2004      | 0           | 0            | 0               | 459 580            | 26.  |
| 2005      | 0           | 0            | 0               | 528 587            | 23.  |
| 2006      | 0           | 0            | 0               | 730 634            | 16.  |
| 2007      | 0           | 1            | 1               | 549 706            | 27.  |
| 2008      | 0           | 0            | 0               | 531 915            | 30.  |
| 2009      | 0           | 1            | 1               | 831 419            | 18.  |
| 2010      | 1           | 1            | 2               | 2 456 634          | 6.   |
| 2011      | 0           | 0            | 0               | 1 782 351          | 11.  |
| 2012      | 0           | 1            | 1               | 536 613            | 35.  |
| 2013      | 0           | 1            | 1               | 500 584            | 50.  |
| 2014      | 0           | 0            | 0               | 359 499            | 84.  |
| 2015      | 0           | 0            | 0               | 333 980            | 96.  |
| 2016      | 0           | 1            | 1               | 253 669            | 115. |
| 2017      | 0           | 0            | 0               | 379 206            | 97.  |
| 2018      | 0           | 0            | 0               | 121 084            | 203. |
| Karrier*  | 1           | 6            | 7               | 11 324 245         | 39.  |

*2018. november 24-ei állapot.